# Curriea tsavoensis
Curriea tsavoensis är en stekelart som beskrevs av Falco 2000. Curriea tsavoensis ingår i släktet Curriea och familjen bracksteklar. Inga underarter finns listade i Catalogue of Life.